# دييغو إميليو سيلفا
دييغو إميليو سيلفا (بالإسبانية: Diego Emilio Silva)‏ (17 مايو 1987 بمونتفيدو في الأوروغواي - ) هو لاعب كرة قدم أوروغواني في مركز الهجوم. لعب مع ريفر بليت ونادي أسترا جورجو ونادي راسينغ مونتيفيديو ونادي ماراثون وسنترال إسبانيول والتانك سيلي وS.D. Centro Italo Venezolano ‏ وAEK Kouklia ‏ وFC Jūrmala ‏ ولاو لين زانغ ‏ وSportivo y Biblioteca Atenas de Río Cuarto ‏.

## وصلات خارجية
- دييغو إميليو سيلفا على موقع قاعدة بيانات كرة القدم.إي يو (الإنجليزية)
- دييغو إميليو سيلفا على موقع Soccerway.com (الإنجليزية)